# Hans-Gert Pöttering

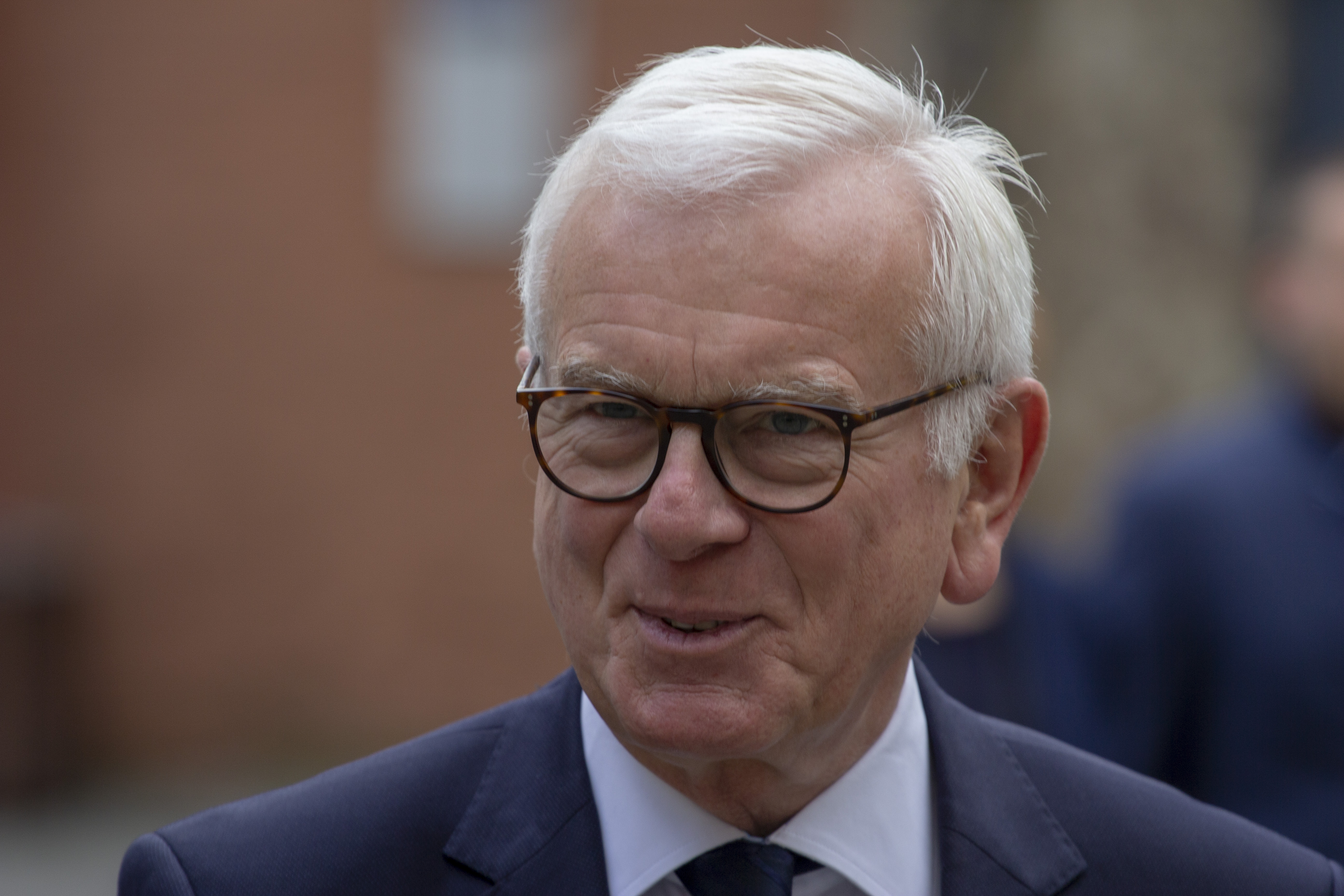
Hans-Gert Pöttering (2019)

Hans-Gert Hermann Pöttering (* 15. September 1945 in Bersenbrück) ist ein deutscher Politiker (CDU). Er war von 2007 bis 2009 der 12. Präsident des Europäischen Parlamentes seit Einführung der Direktwahl.
Er war seit der ersten Direktwahl 1979 bis zur Europawahl 2014, bei der er nicht mehr antrat, ohne Unterbrechung Mitglied des Europäischen Parlaments. Er war von 1999 bis 2007 Fraktionschef der EVP-ED. Bei den Wahlen zum Europäischen Parlament 2004 und 2009 war er Spitzenkandidat der Christlich Demokratische Union Deutschlands. Als Teil einer Abmachung mit der sozialistischen Fraktion folgte er Josep Borrell in der zweiten Hälfte der Legislaturperiode, ab 16. Januar 2007, als Parlamentspräsident. Am 14. Juli 2009 wurde er von Jerzy Buzek abgelöst.
Von 2010 bis 2017 war er Vorsitzender der Konrad-Adenauer-Stiftung.

## Familie, Ausbildung und Beruf
Hans-Gert Pöttering lernte seinen Vater nicht kennen, weil dieser in den letzten Tagen des Zweiten Weltkrieges als Soldat gefallen war. Pöttering wuchs in Bersenbrück auf. 1966 machte er sein Abitur am Artland-Gymnasium in Quakenbrück. Er leistete bis 1968 seinen Wehrdienst in Fürstenau und Munster und wurde zum Reserveoffizier (letzter Dienstgrad: Leutnant d. R.) ausgebildet.
Anschließend nahm er ein Studium der Rechtswissenschaften, Politik und Geschichte an der Universität Bonn und der Universität Genf sowie am Institut des Hautes Études Internationales in Genf auf. 1973 legte er sein erstes juristisches Staatsexamen ab; nach einem Studienaufenthalt an der Columbia University in New York wurde er 1974 bei Hans-Adolf Jacobsen an der Rheinischen Friedrich-Wilhelms-Universität Bonn mit der Arbeit Die verteidigungspolitische Konzeption der Bundesregierung von 1955–1963, unter besonderer Berücksichtigung der Militärstrategie der USA zum Dr. phil. promoviert. 1976 legte er sein zweites juristisches Staatsexamen ab.
Von 1976 bis 1979 war er wissenschaftlicher Angestellter der CDU/CSU-Bundestagsfraktion beim stellvertretenden Fraktionsvorsitzenden Burkhard Ritz im Deutschen Bundestag, ab 1989 Lehrbeauftragter der Universität Osnabrück. 1995 wurde er zum Honorarprofessor an der Universität Osnabrück ernannt. Pöttering hat überdies verschieden zur europäischen Politik publiziert.
Er lebt in Bad Iburg, ist katholisch, geschieden und hat zwei Söhne.

## Politik

### Deutschland
Von 1976 bis 1980 war er europapolitischer Sprecher der Jungen Union Niedersachsen und anschließend Landesvorsitzender der Europa-Union Niedersachsens von 1981 bis 1991. Von 1997 bis 1999 war Pöttering Präsident der überparteilichen Europa-Union Deutschlands.
Von 1990 bis 2010 war er CDU-Kreisvorsitzender im Landkreis Osnabrück, von 1999 bis 2009 Mitglied des CDU-Präsidiums und CDU-Bundesvorstands. Am 4. Dezember 2009 wurde er als Nachfolger von Bernhard Vogel zum Vorsitzenden der Konrad-Adenauer-Stiftung gewählt und 2011 sowie 2013 und 2015 im Amt bestätigt. Zum Jahreswechsel 2017/2018 gab er dieses Amt an den früheren Bundestagspräsidenten Norbert Lammert ab.
Pöttering ist in seinem Wohnort Mitglied im Schützenverein Bad Iburg und im Freundes- und Fördererkreis des Gymnasiums Bad Iburg. Er ist zusammen mit Volker Hassemer Mitglied im Advisory Board der proeuropäischen Initiative „A Soul for Europe“.

### Europa

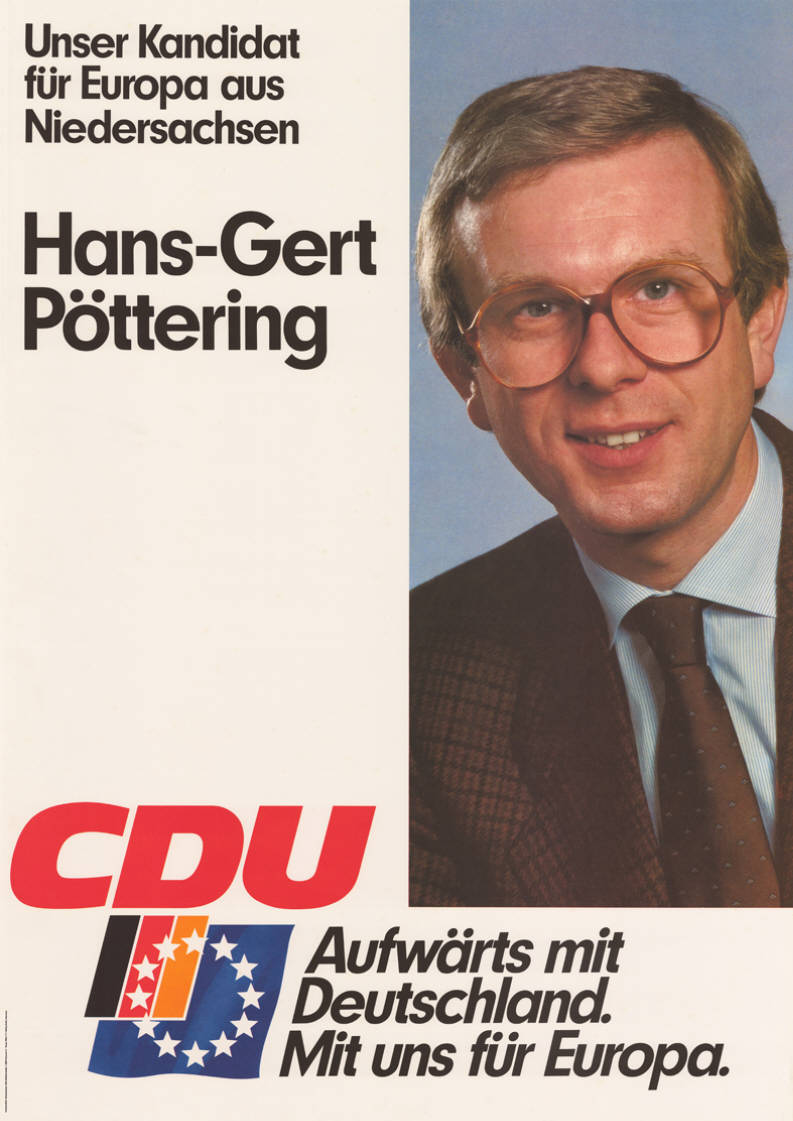
Kandidatenplakat zur Europawahl 1984

Hans-Gert Pöttering war seit 1979 Mitglied des Europäischen Parlaments für die Region Osnabrück, Emsland, die Grafschaft Bentheim und Ostfriesland. Er war der einzige Europaparlamentarier, der seit der ersten Direktwahl 1979 bis 2014 durchgehend gewählt worden ist.
Von 1994 bis 1999 war er stellv. Vorsitzender der Fraktion der Europäischen Volkspartei im Europäischen Parlament (Christlich-demokratische Fraktion).
Von 1984 bis 1994 war er Vorsitzender des Unterausschusses „Sicherheit und Abrüstung“ des Europäischen Parlamentes. Während seiner Tätigkeit als Leiter der Arbeitsgruppe „Regierungskonferenz 1994“ von EVP und EVP-Fraktion in den Jahren 1994 bis 1996 wurden deren Vorschläge als Grundsatzpapier Anfang November 1995 vom Kongress der EVP in Madrid mit großer Mehrheit verabschiedet. Das Papier stellte die Position der EVP für den Vertrag von Amsterdam dar.
Von 1996 bis 1999 hatte Pöttering die Leitung der Arbeitsgruppe „Erweiterung der Europäischen Union“ von EVP und EVP-Fraktion inne.
Von 1999 bis 2007 war Pöttering Vorsitzender der EVP-ED Fraktion im Europäischen Parlament (Nachfolger: Joseph Daul) sowie von 1999 bis 2009 Mitglied im Präsidium der EVP.
Am 16. Januar 2007 wurde Pöttering zum Präsidenten des Europäischen Parlamentes gewählt. Bereits im ersten Wahlgang erhielt er 100 Stimmen mehr als für die absolute Mehrheit erforderlich gewesen wären. Als Präsident des Europäischen Parlaments unterzeichnete Pöttering am 25. März 2007 - aus Anlass des 50-jährigen Jubiläums der Römischen Verträge von 1957 - im Schlüterhof des Deutschen Historischen Museums in Berlin zusammen mit Bundeskanzlerin Angela Merkel als Präsidentin des Europäischen Rats und José Manuel Barroso, Präsident der Europäischen Kommission, in Anwesenheit der Staats- und Regierungschefs der Staaten der Europäischen Union die Berliner Erklärung, die zum Vertrag von Lissabon führte. Am Vortag der Unterzeichnung des Vertrages von Lissabon durch die Staats- und Regierungschefs der Staaten der Europäischen Union in Lissabon unterzeichnete Pöttering am 12. Dezember 2007 im Europäischen Parlament in Straßburg zusammen mit José Sócrates, dem Ministerpräsidenten Portugals und Präsidenten des Europäischen Rats, sowie Jose Manuel Barroso, dem Präsidenten der Europäischen Kommission, die Charta der Grundrechte der Europäischen Union, die Bestandteil des Vertrages von Lissabon wurde und die Rechte der Bürger der EU kodifizierte. Am 14. Juli 2009 wurde er im Amt des Parlamentspräsidenten vom früheren polnischen Ministerpräsidenten Jerzy Buzek abgelöst.
Seit Juli 2014 ist er Ehrenmitglied des Europäischen Parlaments.

## Mitgliedschaften
Pöttering war Mitglied der Europa-Union Parlamentariergruppe Europäisches Parlament. Zudem ist er seit 2014 Ehrenmitglied des Europäischen Parlaments. Hans-Gert Pöttering ist Initiator des Hauses der Europäischen Geschichte, das im Mai 2017 beim Europäischen Parlament in Brüssel eröffnet wurde. Er sitzt dem Kuratorium des Hauses der Europäischen Geschichte vor und engagiert sich im Kuratorium des Europäischen Jugendparlamentes in Deutschland e. V.
Zusammen mit dem ehemaligen Unternehmer und Ehrenvorsitzenden der Karlspreisstiftung, André Leysen, hat Hans-Gert Pöttering den Europäischen Karlspreis für die Jugend mitinitiiert.

## Auszeichnungen
- 1995: Robert-Schuman-Medaille der EVP-Fraktion
- 1995: Honorarprofessur der Universität Osnabrück
- 2002: Großes Goldenes Ehrenzeichen für Verdienste um die Republik Österreich[10]
- 2002: Mérite Européen en or, Luxemburg
- 2006: Ehrendoktor der Babeş-Bolyai-Universität in Cluj-Napoca (Klausenburg), Rumänien
- 2007: Großkreuz des päpstlichen Gregoriusordens
- 2007: Walter-Hallstein-Preis, Frankfurt a. M.
- 2007: Ehrendoktor der Universität Opole (Oppeln), Polen
- 2007: Großer Verdienstorden der Königin Jelena mit Stern und Schulterband, Kroatien
- 2008: Orden des Fürsten Jaroslaw des Weisen 2. Klasse[11]
- 2008: Cavaliere di Gran Croce Ordine al Merito della Repubblica Italiana, Großkreuz des Verdienstordens der Republik Italien
- 2008: Ehrendoktor der Warmia und Mazury Universität Olsztyn (Allenstein), Polen
- 2009: Großkreuz des Drei-Sterne-Ordens der Republik Lettland
- 2009: Ehrenbürgerwürde der Stadt Bersenbrück[12]
- 2010: Ben-Gurion-Medaille der Ben-Gurion-Universität im Negev, Jerusalem
- 2010: Ehrendoktorwürde der Korea Universität in Seoul in Anerkennung seiner Verdienste zur „Förderung von Demokratie und Menschenrechten in Europa und in der Welt“[13]
- 2010: René-Cassin-Medaille für Menschenrechte des Konsultativrates Jüdischer Organisationen
- 2010: Großes Verdienstkreuz mit Stern und Schulterband der Bundesrepublik Deutschland
- 2011: Kommandeur der Französischen Ehrenlegion.[14][15]
- 2011: Großkreuz des Zivilen Verdienstordens des Königreichs Spanien
- 2011: Auszeichnung mit dem Deutsch-Polnischen Preis
- 2011: Ehrendoktor der Universität Miguel de Cervantes, Santiago de Chile
- 2012: Ehrendoktor der Bahçeşehir-Universität Istanbul, Türkei
- 2012: Kardinal-Opilio-Rossi-Medaille der Arbeitsgemeinschaft Katholischer Verbände in Wien
- 2013: Orden des Marienland-Kreuzes I. Klasse der Republik Estland
- 2013: Komturkreuz des Ordens für Verdienste um Litauen
- 2014: Ehrendoktorwürde der Uniwersytet Wrocławski[16]
- 2014: Ehrendoktorwürde der Universität Ateneo de Manila, Philippinen
- 2014: Großkreuz des Sterns von Rumänien
- 2014: Ehrenbürgerwürde der Stadt Oppeln, Polen
- 2014: Emsland-Medaille des Landkreises Emsland
- 2015: Ehrenprofessor der Päpstlichen Katholischen Universität von Argentinien Santa María de los Buenos Ayres
- 2016: Grand Officer der Republik Tunesien.
- 2017: Ehrendoktorwürde der ESCP Business School - École Supérieure de Commerce Paris Business School

## Schriften
- Adenauers Sicherheitspolitik 1955–1963. Ein Beitrag zum deutsch-amerikanischen Verhältnis. Droste Verlag, Düsseldorf 1975, ISBN 3-7700-0412-4; 2. Auflage 1976.
- Die vergessenen Regionen. Plädoyer für eine solidarische Regionalpolitik in der Europäischen Gemeinschaft. Mit einem Vorwort von Emilio Colombo. 1983.
- mit Wiehler: Die Europäische Gemeinschaft nach den Beschlüssen von Maastricht: Vertiefung und Erweiterung, Europa Union Vlg., Bonn 1992, ISBN 3-7713-0424-5
- Europas Vereinigte Staaten: Annäherungen an Werte und Ziele. Edition Interfrom, Zürich 2000, ISBN 3-7201-5237-5, zusammen mit Ludger Kühnhardt
- Weltpartner Europäische Union. Edition Interfrom, Zürich 2001, ISBN 3-7201-5252-9, zusammen mit Ludger Kühnhardt
- Kontinent Europa. Kern, Übergänge, Grenzen. Edition Interfrom, Zürich 2002, ISBN 3-7201-5276-6, zusammen mit Ludger Kühnhardt
- Von der Vision zur Wirklichkeit. Auf dem Weg zur Einigung Europas. Bouvier, Bonn 2004, ISBN 978-3-416-03053-3
- Im Dienste Europas. Bouvier, Bonn 2009, ISBN 978-3-416-03251-3
- Wir sind zu unserem Glück vereint. Mein europäischer Weg. Böhlau, Köln 2014, ISBN 978-3-412-22262-8
- Mein Europa. Werte – Überzeugungen – Ziele. Verlag Herder, Freiburg 2015, ISBN 978-3-451-34837-2
- Michael Gehler, Marcus Gonschor: Ein europäisches Gewissen. Hans-Gert Pöttering - Biografie. Herder-Verlag, Freiburg 2020, ISBN 978-3-451-38982-5.